# Cingalotettix
Cingalotettix är ett släkte av insekter. Cingalotettix ingår i familjen torngräshoppor.
Kladogram enligt Catalogue of Life:
| Cingalotettix | \| \| Cingalotettix latilobus \| \| \| \| \| \| Cingalotettix pterugodes \| \| \| \| |
|               | \| \| Cingalotettix latilobus \| \| \| \| \| \| Cingalotettix pterugodes \| \| \| \| |
|               | Cingalotettix latilobus                                                              |
|               |                                                                                      |
|               | Cingalotettix pterugodes                                                             |
|               |                                                                                      |